# Comuna de Zaleszany
Zaleszany (polaco: Gmina Zaleszany) é uma gminy (comuna) na Polónia, na voivodia de Subcarpácia e no condado de Stalowowolski. A sede do condado é a cidade de Zaleszany.
De acordo com os censos de 2005, a comuna tem 10 788 habitantes, com uma densidade 123,6 hab/km².

## Área
Estende-se por uma área de 87,31 km², incluindo:
- área agrícola: 73%
- área florestal: 15%

## Demografia
Dados de 30 de Junho 2004:
|                      | Total   | Total | Mulheres | Mulheres | Homens  | Homens |
| -------------------- | ------- | ----- | -------- | -------- | ------- | ------ |
|                      | pessoas | %     | pessoas  | %        | pessoas | %      |
| População            | 10 608  | 100   | 5324     | 50,2     | 5284    | 49,8   |
| Densidade (pop./km²) | 121,5   | 100   | 61       | 61       | 60,5    | 60,5   |

De acordo com dados de 2002, o rendimento médio per capita ascendia a 1263,53 zł.

## Subdivisões
- Agatówka, Dzierdziówka, Kępie Zaleszańskie, Kotowa Wola, Majdan Zbydniowski, Motycze Szlacheckie, Obojnia, Pilchów, Skowierzyn, Turbia, Wólka Turebska, Zaleszany, Zbydniów.

## Comunas vizinhas
- Gorzyce, Grębów, Radomyśl nad Sanem, Stalowa Wola